# 부여군의 향토문화유산
부여군의 향토문화유산은 「문화재보호법」및 「충청남도 문화재 보호 조례」에 따라 국가나 도지정문화재로 지정되지 않은 것 가운데 인위적·자연적으로 형성된 향토적인 문화유산으로서 역사적·학술적·예술적·경관적 가치가 큰 것을 말하며 그 유형은 다음 각 목과 같다.
1. 향토유형문화유산: 건조물, 전적, 회화, 조각, 성곽, 명승지, 동·식물자생지, 민속자료, 고고학적 자료 등 유형의 문화적 소산으로서 향토문화유산 보존에 필요한 것
2. 향토무형문화유산: 연극, 음악, 무용, 공예기술, 의식, 음식 등 무형의 문화적 소산으로서 향토문화유산 보존에 필요한 것

## 지정 목록
- 제1호 ~ 제100호
- 제101호 ~ 제200호

## 참고 문헌
- 부여군 홈페이지 - 고시/공고